# Yuksom
Yuksom (o Yuksum) è una città storica dello Stato indiano del Sikkim, situata nel Distretto del Sikkim Occidentale, 40 km a nord dal capoluogo Gyalshing. È stata la prima capitale del regno del Sikkim, istituita nel 1642 dal primo Chogyal del Sikkim, Phuntsog Namgyal. Il luogo di coronazione del primo monarca del Sikkim (Chogyal), a Yuksom, è noto come il trono di Norbugang. A Yuksom si possono trovare il Norbugang Chorten (che è uno stupa vicino al Trono di Norbugang), diversi monasteri e un lago.
Il dominio dei Chogyal durò 333 anni. Essi fondarono nel 1701 il primo monastero del Sikkim, a Yuksom, noto come monastero di Dubdi.
Yuksom è situata nel parco nazionale di Khangchendzonga e, essendo il campo base del monte Khangchendzoga, è visitata da molti scalatori. La gente del villaggio, al fine di preservare la biodiversità della valle Ratong Chu, dove il villaggio è situato, ha insegnato ai turisti a rispettare la natura, non solo nella zona ma anche in altre regioni del Sikkim, rendendo Yuksom un importante centro per l'ecoturismo.

## Etimologia
Yuksom significa letteralmente "luogo di incontro dei tre monaci dotti" poiché tre monaci provenienti dal Tibet scelsero Phuntsog Namgyal come primo re del Sikkim e gli diedero il titolo di Chogyal. Chogyal significa "re religioso" o "il re che governa con rettitudine". Yuksom è anche uno dei paesaggi sacri Demazong ("valle del riso") di quattro siti religiosi benedetti da Guru Padmasambhava, che sono considerati le quattro parti del corpo umano, e Yuksom rappresenta simbolicamente il "terzo occhio".

## Storia
Il buddismo fu introdotto dal Tibet già nel IX secolo. In Tibet, la lotta per il potere tra i "Berretti Gialli" e i "Berretti Rossi" portò questi ultimi a migrare nel Sikkim e a convertire al Buddismo i Lepcha, la popolazione indigena locale. Nel XIII secolo, le relazioni tra il Sikkim e il Tibet furono sancite da un "trattato di fratellanza" firmato tra il capo Lepcha Thekong Thek e il principe tibetano Khe-Bhumsa a Kavi, nel Sikkim settentrionale.
Nel 1641, Lama Lutsum Chembo viaggiò dal Tibet a Drejong ("Stato nascosto"), oggi noto come Sikkim, per diffondere la religione buddista. A lui si unirono poi altri due Lama, Sempa Chembo e Rinzing Chembo. I tre Lama provenivano dal Kham (Impero Thangut), in Tibet. Il loro scopo principale era quello di fare durare il controllo tibetano sul Sikkim, oltre che di diffondere il buddismo nel Sikkim. Si radunarono a Norbugang, che in seguito diventò Yuksom. L'area nella valle di Rathong Chu a Narbugong era considerata benedetta dal Guru Padmasambhava nel IX secolo. Nel 1642 i Lama andarono alla ricerca della quarta persona, poiché i tre Lama rappresentavano le tre direzioni del nord, del sud e dell'ovest e Padmasambhava aveva previsto la necessità di una quarta persona dall'est.
Nei pressi dell'attuale Gangtok, trovarono un uomo che stava zangolando il latte. Li accolse. Rimasero così colpiti dalle sue azioni che capirono che fosse il prescelto. Identificarono anche i legami reali ancestrali di Phunstsog Namgyal con il Tibet e decisero che era la persona giusta per diventare il capo temporale e religioso della regione, quindi lo portarono a Yuksom. Poi lo incoronarono a Norbugang, vicino a Yuksom, come re temporale e religioso del Sikkim, con il titolo di "Chogyal". L'incoronazione ebbe luogo su un piedistallo incastonato tra le pietre, su una collina ricoperta di pini, e l'unzione avvenne aspergendo il corpo con acqua proveniente da un'urna sacra. Il nuovo Chogyal aveva 38 anni. Era un discendente di quinta generazione di Guru Tashi, un principe del XIII secolo della casa Mi-nyak di Kham nel Tibet orientale. Il trono di pietra su cui ebbe luogo l'incoronazione è ancora in piedi ed è conosciuto come il Trono di Norbugang.

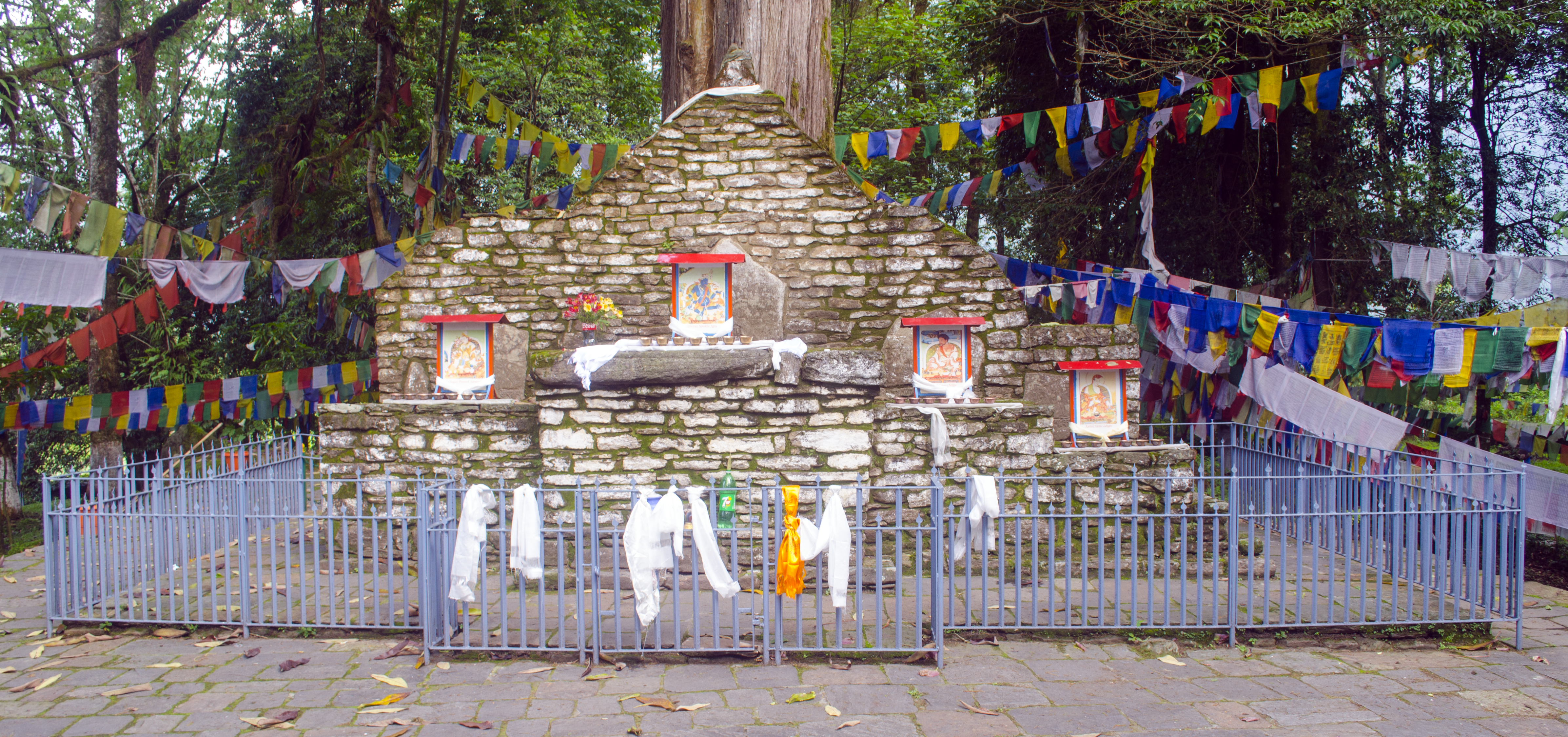
Trono di Norbugang

Successivamente, il governo dinastico dei Chogyal, la propagazione della religione buddista e la costruzione di monasteri e chörten si insediarono profonda nel Sikkim. La monarchia Namgyal, composta da 12 re, durò dal 1642 al 1975 (333 anni). Fu introdotto il Buddismo Mahāyāna tibetano, noto come setta Vajrayana, che alla fine fu riconosciuto come religione di stato del Sikkim. Nel 1670, il figlio di Phuntsong Namgyal, Tenzing Namgyal, spostò la capitale a Rabdentse.

## Geografia e ambiente

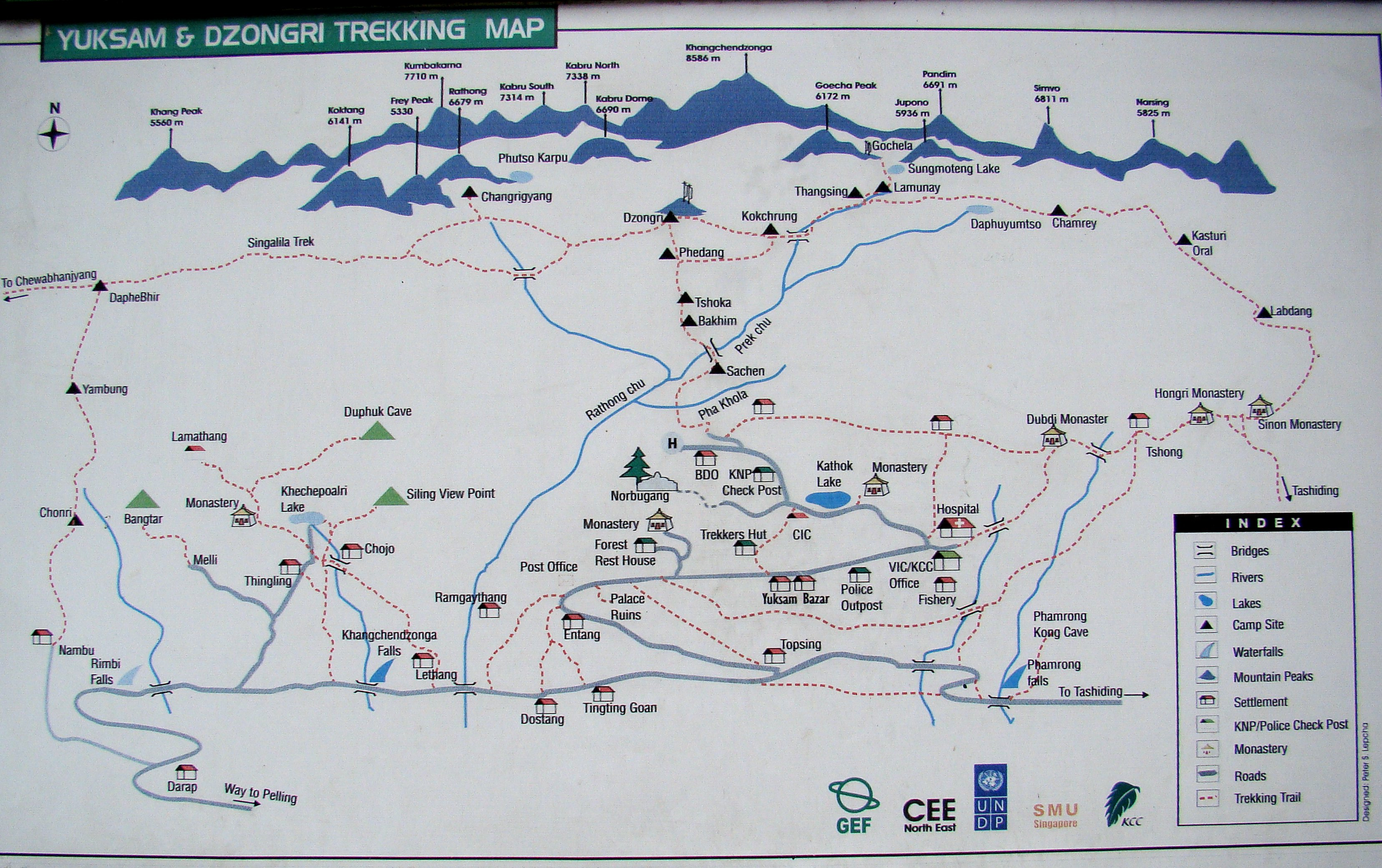
Mappa della posizione di Yuksom e di altri siti religiosi nelle vicinanze del percorso trekking "Yuksom-Goecha"

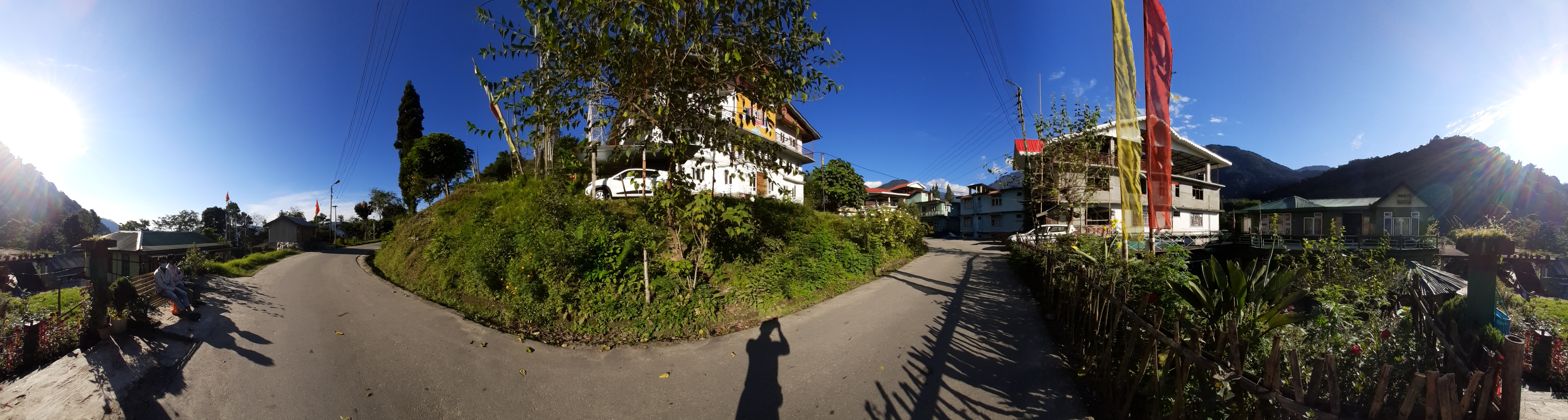
Vista panoramica di Yuksom

Yuksom è un villaggio esteso, con una superficie totale di 812,16 ettari (8,1216 km²). È situato ad un'altitudine media di 1780 m. Si trova in una valle a forma di conca circondata da catene montuose. Il villaggio si trova ai piedi del monte Kangchenjunga. Per questo è la porta d'accesso al parco nazionale di Khangchendzonga, la più grande area protetta del Sikkim, e ad un popolare percorso montano che inizia da Yuksom e continua verso Geyzing e Gangtok, attraverso un buon collegamento stradale.
Il clima a Yuksom, data l'altitudine moderata, è piacevole da marzo a giugno e da settembre a novembre; mentre, nella stagione invernale, i mesi più freddi sono dicembre e febbraio.

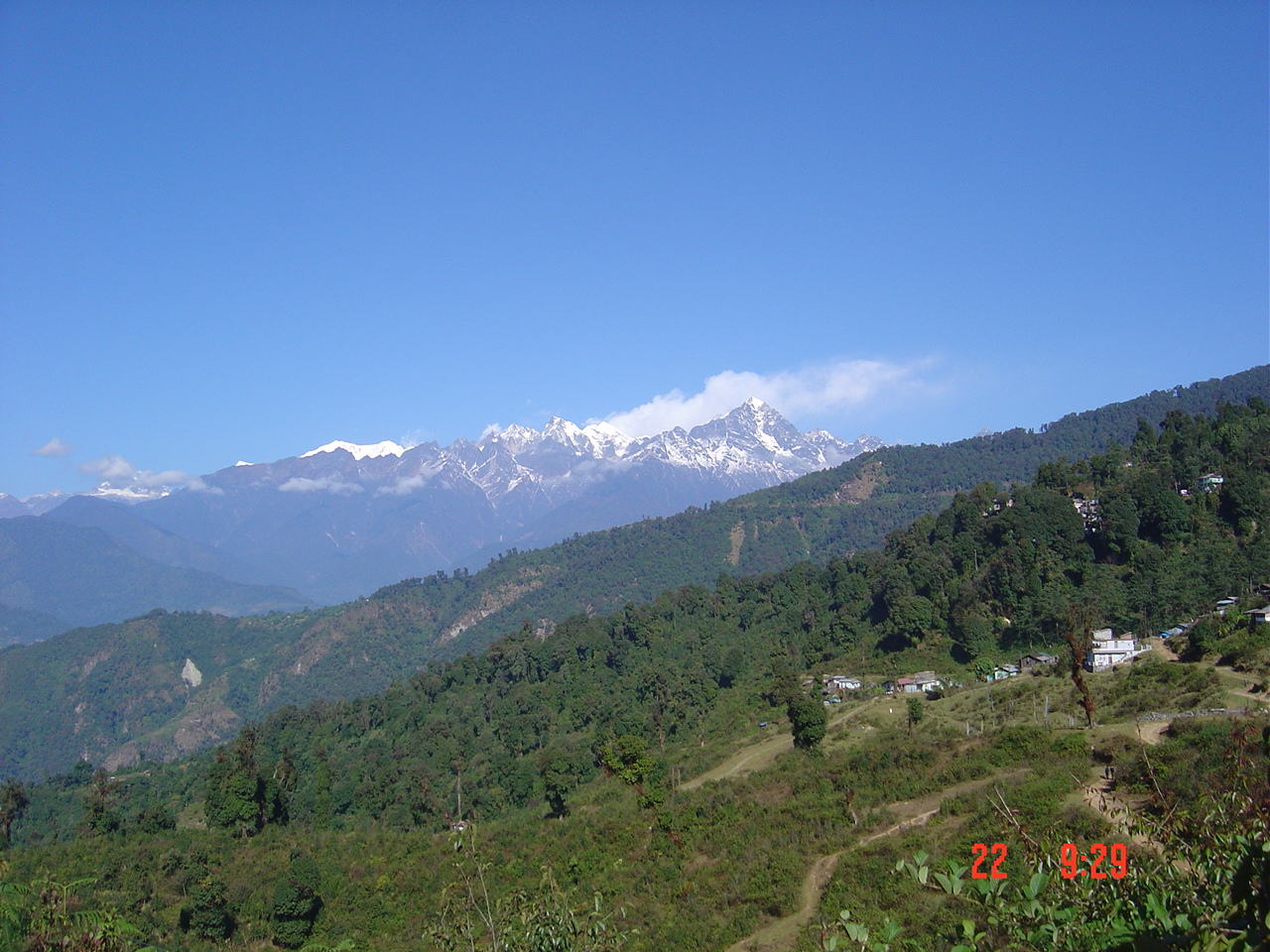
Campagna tra Yuksom e Gangtok

La natura della campagna è arricchita dalla storia, dall'architettura e dall'eredità buddista che si è evoluta a partire dal XVII secolo con l'istituzione di Yuksom come prima capitale del Sikkim. La diversità forestale delle colline è costituita da querce a foglia larga, betulle, aceri, castagni, magnolie, rododendri, abeti bianchi, frassini e ontani.

## Amministrazione

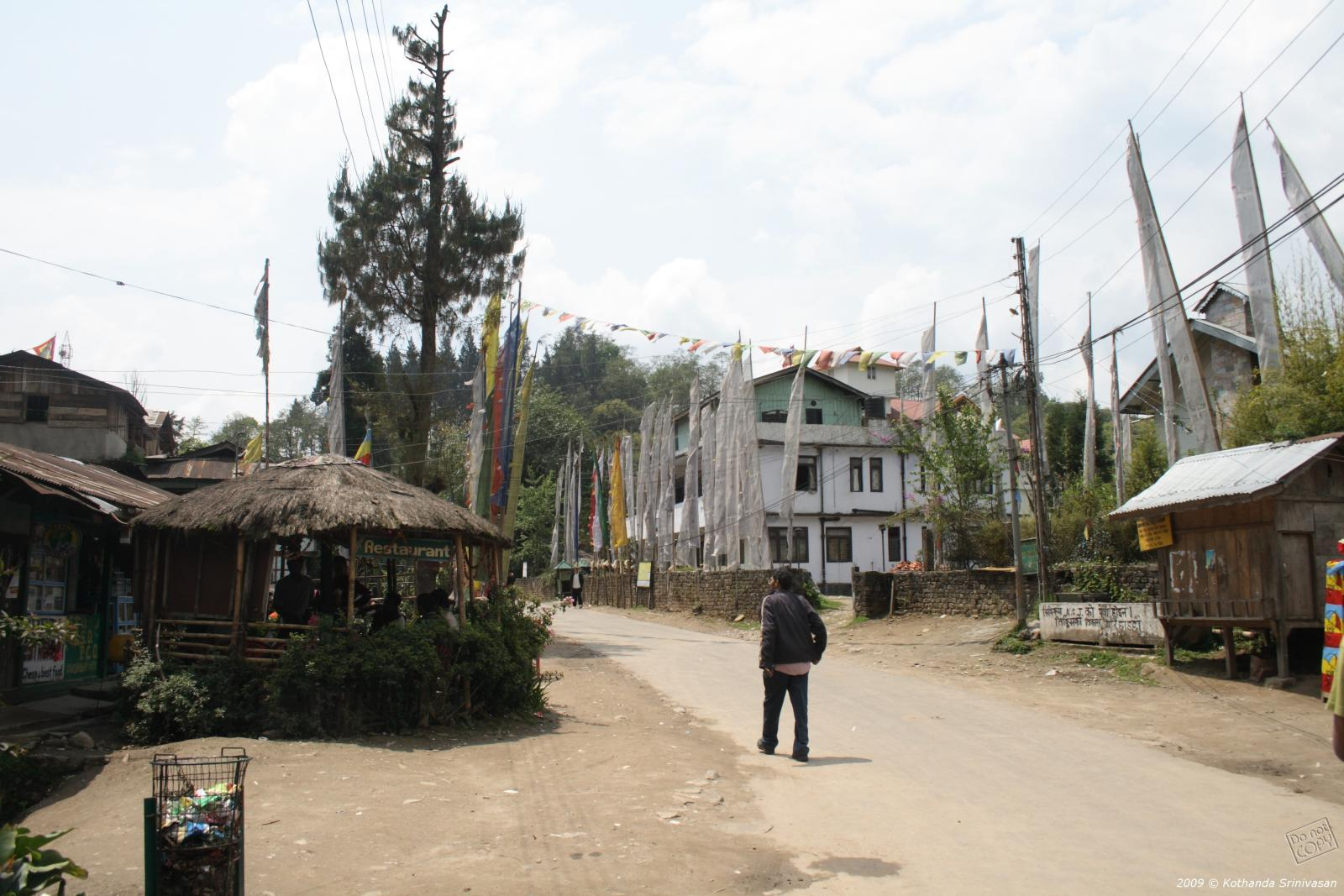
La strada principale di Yuksom

La prima mossa che Phuntsog fece dopo essere diventato re fu la conversione delle tribù locali Lepcha al buddismo e iniziò a espandere il suo regno fino alla valle di Chumbi nel Tibet, ad alcune parti dell'odierno Darjeeling a sud e ad alcune zone del Nepal orientale. In questo sforzo anche i tre Lama gli prestarono pieno sostegno.
Phuntsog trasferì la sua capitale a Yuksom e istituì la prima amministrazione centralizzata. Il regno era diviso in dodici Dzong o distretti, sotto un Lepcha Dzongpon (governatore) che presiedeva un consiglio di dodici ministri. Durante il suo regno il Buddismo si consolidò come religione ufficiale nel Sikkim. Nel 1670 gli succedette il figlio Tensung Namgyal. Il ruolo di Yuksum come capitale terminò quando nel 1670, il figlio di Phuntsok Namgyal, Tensung Namgyal, spostò la capitale a Rabdentse.
Attualmente, Yuksom è un villaggio (ci si può riferire anche ad una città) storico nella suddivisione di Geyzing (detto anche Geyzing), una delle due suddivisioni del distretto del Sikkim Occidentale.

## Demografia
Yuksom è un villaggio ben consolidato: secondo il censimento del 2001, il villaggio conta 364 famiglie, per un totale di 1951 persone. Tuttavia, la popolazione di turisti in visita supera di gran lunga quella permanente, poiché il luogo si trova lungo diversi percorsi di trekking ed è anche un centro religioso buddista. Nel villaggio, i bhutia e i nepalesi costituiscono le comunità più importanti, con la comunità bhutia che rappresenta il gruppo etnico dominante. Tuttavia, il settore dei servizi e quello del commercio sono dominati dalle popolazioni delle pianure.

## Economia e servizi

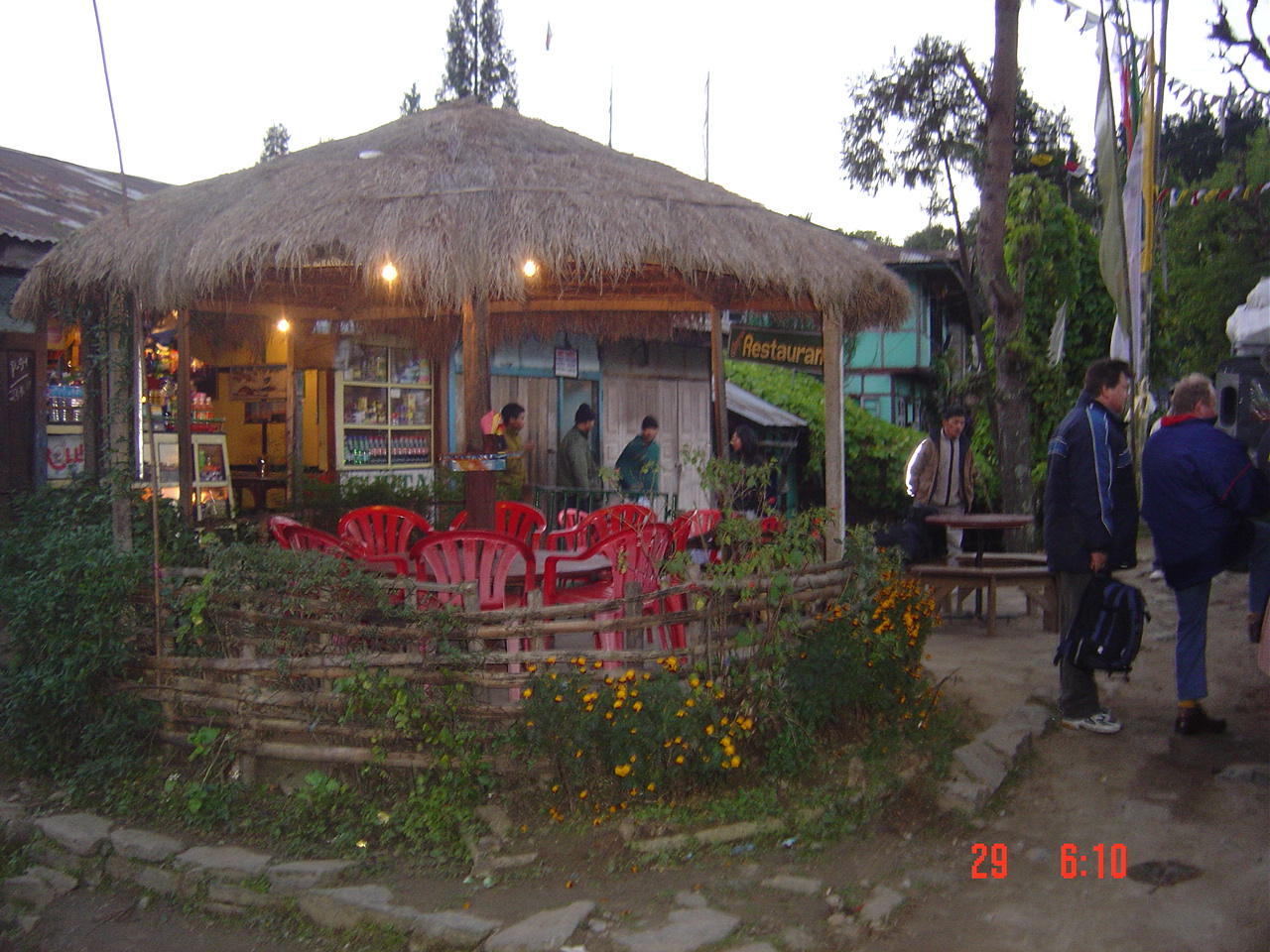
Ristorante Gupta, Yuksom

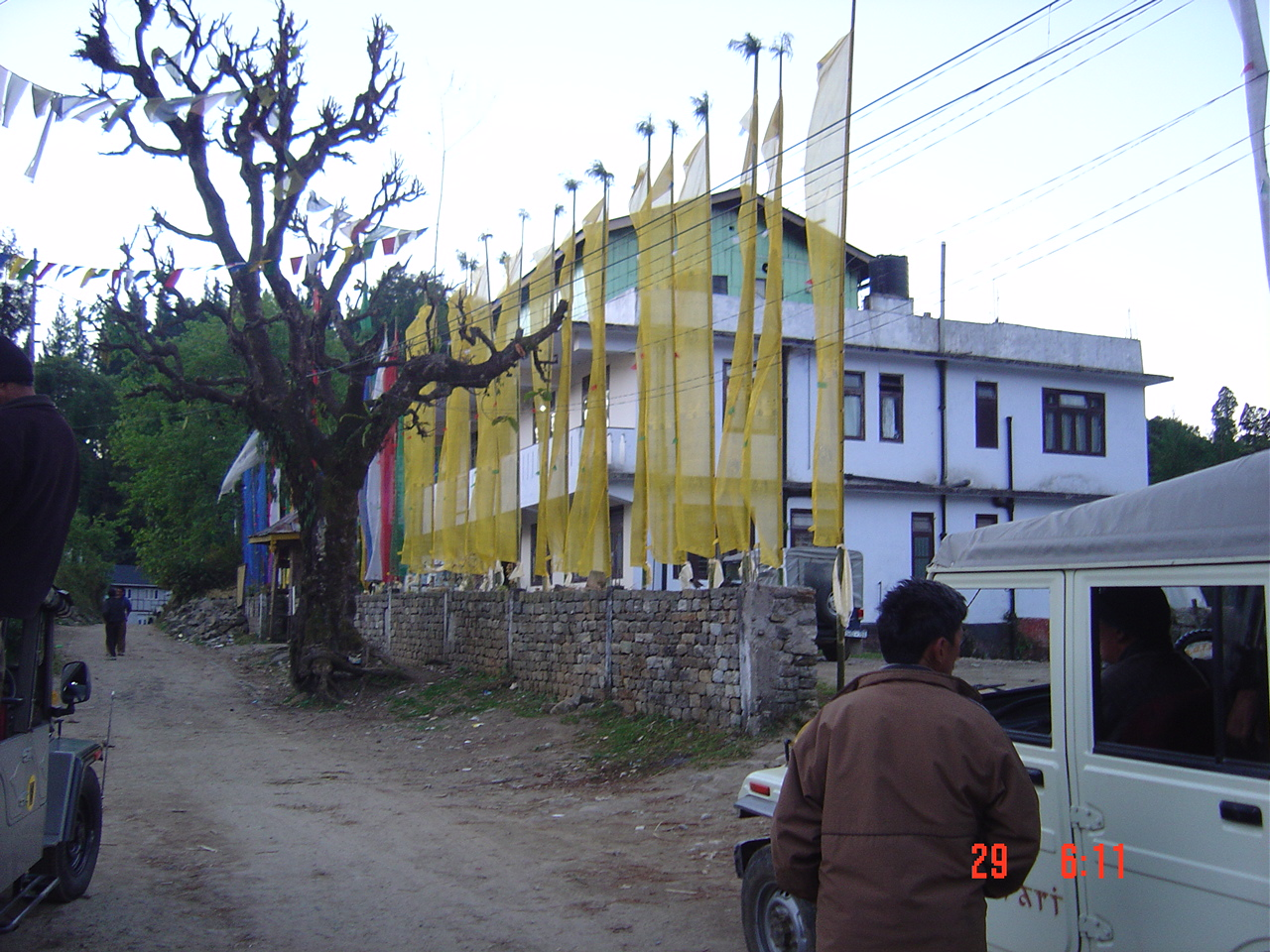
Hotel Demazong, Yuksom

Con il trekking sull'Himalaya fino al monte Khangchendzonga e al Parco Nazionale di Khangchendzonga, che ha come campo base la città di Yuksom, l'economia della città è ora incentrata sul turismo.
Il villaggio è dotato di scuole primarie e secondarie ben avviate. Ci sono tre scuole primarie, una scuola media e una scuola superiore. Sono tutti ben forniti i servizi essenziali di assistenza sanitaria primaria, acqua potabile, fornitura di gas ed elettricità, ufficio postale e telegrafico. Per soddisfare il crescente afflusso turistico, sono state sviluppate anche infrastrutture quali alberghi, pensioni e trasporti, sebbene con conseguenti preoccupazioni per l'impatto sulla biodiversità e sulla salvaguardia ecologica. Il livello di consapevolezza ambientale è molto alto nella comunità del villaggio.
Il trekking Yuksom-Dzongri è un popolare trekking ad alta quota lungo il fiume Rathong Chu. Il trekking attraversa fitte foreste, laghi e termina al Khangchendzonga. Uno studio sull'impatto ecoturistico di questo percorso è stato condotto dal Dipartimento forestale, dal Mountain Institute e dal Khangchendzonga Conservation Committee (KCC), con sede a Yuksom. Considerando che questo percorso ha registrato un gran numero di visitatori (per lo più provenienti da Inghilterra, Stati Uniti, Germania, Francia, Australia, Paesi Bassi e Svizzera) nel periodo compreso tra il 1990 e il 2005, sono state notate due principali stagioni di trekking, da marzo a maggio e da settembre a novembre, con ottobre come mese di punta. Tuttavia, i mesi invernali di gennaio e febbraio sono i mesi che portano meno turisti. Sulla base di questo studio sono stati pianificati nuovi itinerari di trekking innovativi per incentivare l'ecoturismo durante tutto l'anno. I trekking alpini suggeriti sono "Monsoon Magic" e i Trekking Invernali Subtropicali, che promuovono l'economia dell'ecoturismo tenendo in considerazione la capacità della regione.

## Cultura

### Festival della biodiversità

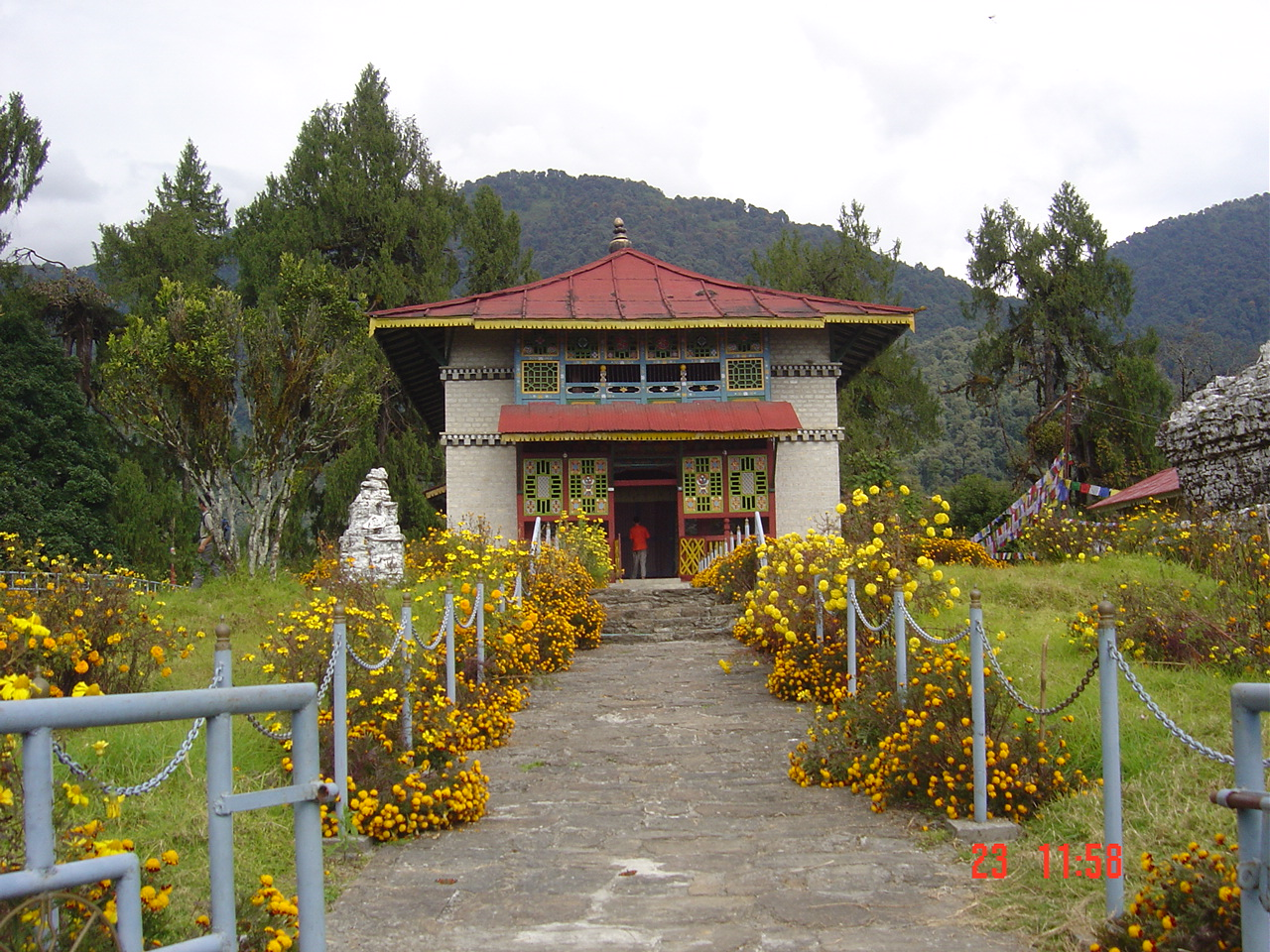
Monastero di Dubdi

Come conseguenza di vari sforzi da parte della comunità locale, a Yuksom si è tenuto un festival sulla biodiversità, della durata di un giorno, il primo del suo genere ad essere organizzato nel Sikkim (il secondo festival si è tenuto a Chungthong). L'obiettivo del festival era quello di sensibilizzare gli abitanti dei villaggi alla conservazione del patrimonio culturale e naturale. A questa festa hanno partecipato 200 abitanti del villaggio e anche alcuni turisti stranieri. Il festival si è concentrato su mostre pittoriche sulla biodiversità naturale e sul patrimonio culturale della valle di Rathong Chu, sull'interesse sull'ecoturismo nella valle lungo il percorso escursionistico Yuksom-Dzongri attraverso il Parco nazionale di Khangchendzonga, su diverse mostre relative alla medicina, alla fabbricazione della carta, all'orticoltura, all'inquinamento del Lago Khecheopalri e alle azioni per la sua salvaguardia, sugli effetti della deforestazione e sulla necessità di preservare la ricchezza forestale, sulle misure per la stabilità dei pendii collinari, sui metodi di cottura efficienti dal punto di vista energetico utilizzando prodotti locali, sulla riduzione, sostituzione e riutilizzo dei rifiuti, sul compostaggio con rifiuti biodegradabili, sulla promozione dell'artigianato tradizionale e dei telai a mano (tappeti, coperte di lana di pecora, ecc.). Spettacoli di burattini, musica e danze locali animavano il festival.
Anche i monasteri buddisti fanno parte della cultura del Sikkim e rappresentano un'attrazione per i turisti. Nella stessa zona si trovano il monastero buddista tibetano Dubdi e il più piccolo monastero Mallu. Fondato nel 1701, il monastero di Dubdi è il più antico del Sikkim e si trova in cima a una collina, a circa un'ora di cammino da Yuksom. Era anche conosciuta come la "Cella dell'Eremita", dal nome del suo solitario fondatore Lhatsun Namkha Jigme.